# Chevrolet Blazer EV
Chevrolet Blazer EV — електричний позашляховик-кросовер середнього розміру, який General Motors виробляє під брендом Chevrolet з 2023 року. Модель має запас ходу до 510 км. Його виробляють з осені 2023 року на заводі GM у Рамос-Арізпе, Мексика.

## Опис

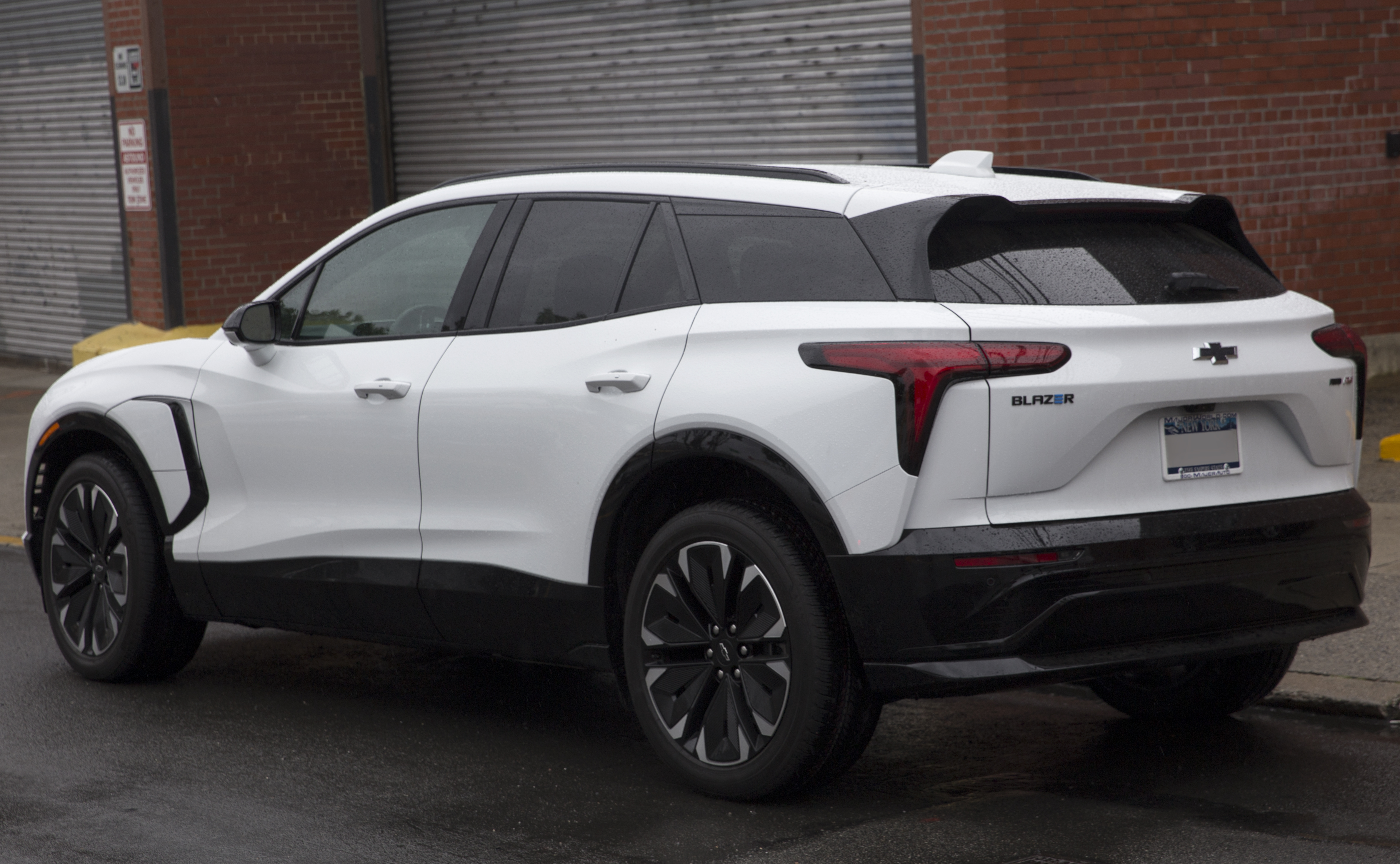

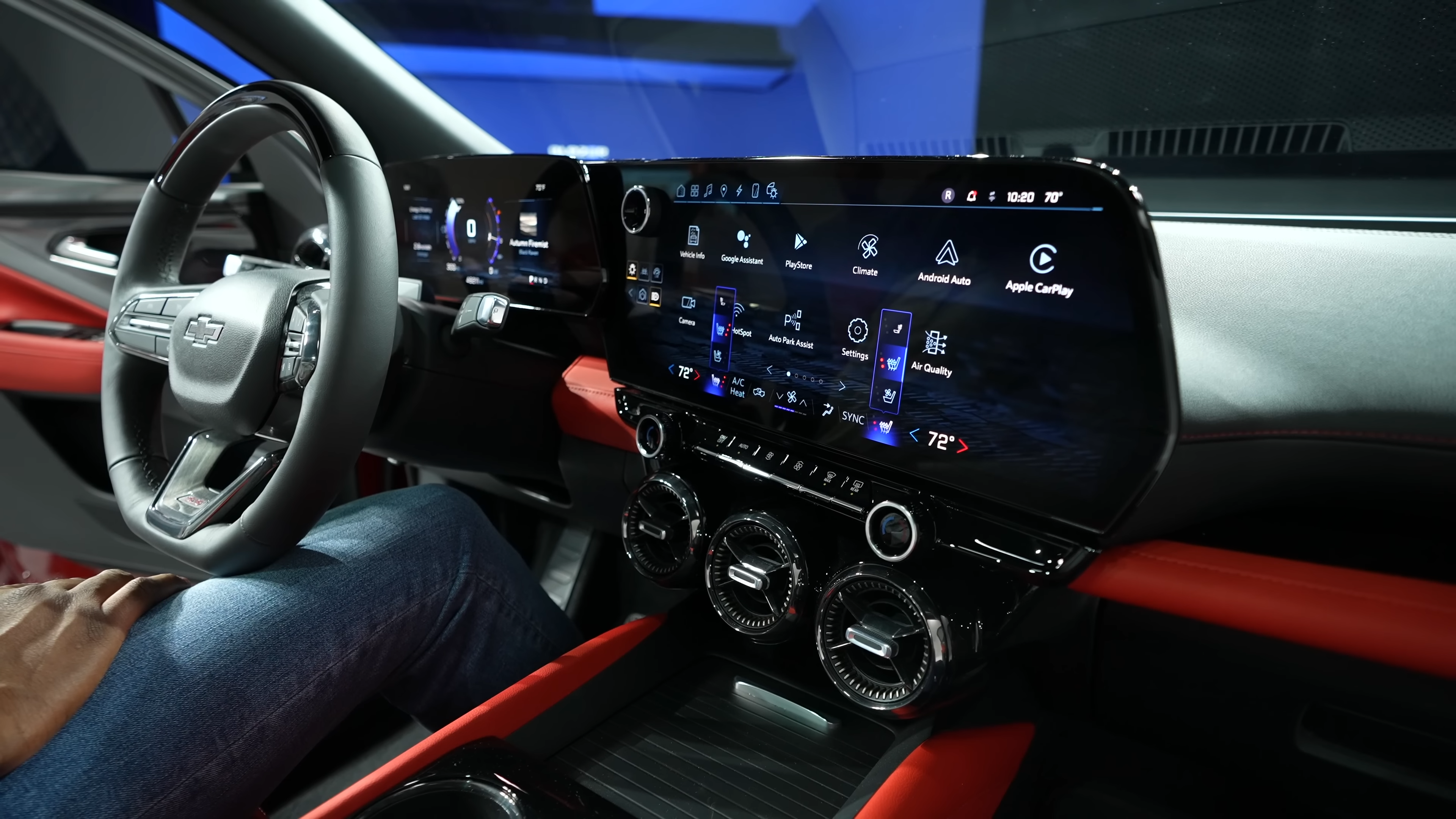
салон

Спочатку General Motors оголосила, що Blazer EV буде доступний у комплектаціях 1LT, 2LT, RS та SS. Базова комплектація 1LT була скасована, коли у серпні 2023 року була випущена комплектація RS. Він стандартно оснащений технологіями безпеки Chevy Safety Assist і додатковою напівавтономною системою Super Cruise. Blazer SS став першим електричним Chevrolet, який носить значок SS, і його варіант має потужність 557 к.с. (415 кВт) і 879 Нм крутного моменту. Можливість швидкої зарядки Chevy Blazer EV дозволяє заряджати приблизно 78 миль всього за 10 хвилин. 
Режим «Wide Open Watts» (WOW) дозволяє Blazer SS розганятися до 60 миль/год (97 км/год) менш ніж за чотири секунди. Модель Police Pursuit Vehicle доступна в першому кварталі 2024 року.

## Модифікації
- 2 електродвигуни 557 к.с. (415 кВт) 879 Н⋅м (SS)